# مونته‌نگرویی‌ها
مونته‌نگرویی‌ها (به زبان مونته‌نگروئی: Crnogorci / Црногорци، تلفظ [tsr̩nǒɡo:rtsi] یا  [tsr̩noɡǒ:rtsi]، به معنی "مردم کوه سیاه")، یک گروه قومی در اسلاویای جنوبی و مردمان بومی مونته‌نگرو هستند.